# Melicope hookeri
Melicope hookeri är en vinruteväxtart som beskrevs av Thomas Gordon Hartley. Melicope hookeri ingår i släktet Melicope och familjen vinruteväxter. Inga underarter finns listade i Catalogue of Life.